# 2001-es magyar vívóbajnokság
A 2001-es magyar vívóbajnokság a kilencvenhatodik magyar bajnokság volt. A bajnokságot december 14. és 15. között rendezték meg Budapesten, a Nemzeti Sportcsarnokban.

## Eredmények
| Versenyszám          | Arany                   | Arany | Ezüst                     | Ezüst | Bronz                                              | Bronz |
| -------------------- | ----------------------- | ----- | ------------------------- | ----- | -------------------------------------------------- | ----- |
| Férfi tőrvívás       | Marsi Márk MTK          |       | Juhász Bence MTK          |       | Juhász Attila Vasas SCCrisán László MTK            |       |
| Férfi párbajtőrvívás | Fekete Attila BVSC      |       | Kovács Iván BVSC          |       | Imre Géza Bp. HonvédBoczkó Gábor Bp. Honvéd        |       |
| Férfi kardvívás      | Nemcsik Zsolt Vasas SC  |       | Lengyel Balázs Vasas SC   |       | Ferjancsik Domonkos Vasas SCFodor Kende Bp. Honvéd |       |
| Női tőrvívás         | Mohamed Aida MTK        |       | Knapek Edina Bp. Honvéd   |       | Varga Katalin Bp. HonvédKovács Éva MTK             |       |
| Női párbajtőrvívás   | Mincza Ildikó MTK       |       | Szász Emese Bp. Honvéd    |       | Simóka Bea Bp. HonvédFodor Renáta Balaton VK       |       |
| Női kardvívás        | Nagy Orsolya Újpesti TE |       | Nagy Annamária Bp. Honvéd |       | Csaba Edina Bp. HonvédKovalszky Réka Bp. Honvéd    |       |